# Krzewo (województwo wielkopolskie)
Krzewo – wieś w Polsce, położona w województwie wielkopolskim, w powiecie kolskim, w gminie Dąbie nad rzeką Ner.
Wieś szlachecka położona była w drugiej połowie XVI wieku w powiecie łęczyckim województwa łęczyckiego. W latach 1975–1998 administracyjnie miejscowość należała do województwa konińskiego.

## Informacje ogólne
Wieś typowo rolnicza, położona wśród łąk w sąsiedztwie Kanału Królewskiego, około 7 km od autostrady A2, tuż przy granicy województw: wielkopolskiego i łódzkiego. Powierzchnia wsi wynosi 618 hektarów. Część obszaru wsi wchodzi w skład tzw. Dąbskich Błot, obfitujących w zróżnicowaną faunę i florę, w których spotkać można wiele rzadkich gatunków ptactwa i roślinności. U schyłku XVIII wieku zasiedlanie wsi rozpoczęli holenderscy osadnicy.